# دفنا الماضي (رواية)
دفنا الماضي هي رواية للكاتب والروائي والمؤرخ المغربي عبد الكريم غلاب. صدرت في عدة طبعات كانت أولاها سنة 1966 في بيروت عن المكتب التجاري للطباعة والنشر والتوزيع وتقع في 408 صفحة. فازت بجائزة المغرب للكتاب سنة 1967. هناك من يعتبرها أول رواية مغربية مكتوبة بالعربية والرواية التأسيسية للفن الروائي بالمغرب. ترجمت إلى الفرنسية والإنجليزية.

## ملخص الرواية
تلخص الرواية حالة المجتمع المغربي قبل الاستقلال والظروف السياسية والاجتماعية التي كان يعيشها المغرب في تلك الفترة وخاصة مدينة فاس وما صاحب ذلك من أشكال المقاومة مقابل التعنت الفرنسي والتعذيب والظلم الذي مورس على المغاربة، من جهة أخرى حملت هذه الرواية نظرة نقدية للمجتمع المغربي من خلال الدعوة إلى ضرورة التخلص من التقاليد البالية كالمعاملة السيئة للمرأة والنخاسة، وأخرى إصلاحية حيث بشرت بمجتمع مغربي جديد تسوده قيم المساواة والعدل والديمقراطية.
وتسير الرواية عبر خطّين متوازيين: خطّ نضالي يوثق للمقاومة المغربية ضد الاستعمار الفرنسي، وخط اجتماعي يصور مظاهر التخلف التي كانت تسود بنية المجتمع المغربي التقليدي، خاصة ما يتعلق بقضايا المرأة، والعلاقات الاجتماعية، والسلطة الأبوية. تسلط الرواية الضوء على شخصيات متباينة مثل عبد الرحمان، الشخصية المحورية التي تعكس التحول من الخضوع إلى الوعي السياسي، وياسمين الخادمة التي تجسد المظلومية النسائية، ومحمود القاضي الذي خان المقاومة وتحالف مع المستعمر.
كما تتميز الرواية باستخدام أسلوب سردي واقعي يتسم بالبساطة والعمق، مع حرص الكاتب على المزج بين اللغة الأدبية والخطاب السياسي التوعوي، مما يعزز من بعدها التوثيقي والتأريخي. يبرز من خلال العمل الانشغال العميق بتمثيل روح الشعب المغربي، ونقد سلبيات البنية الاجتماعية التقليدية، في إطار تصور إصلاحي وتقدمي.
وتُعد *دفنا الماضي* من الروايات التأسيسية في الأدب المغربي الحديث، وقدمت نموذجًا أدبيًا يجمع بين التوثيق والنقد، بين الإبداع والتاريخ، مما جعلها مرجعًا أدبيًا لتأمل مرحلة حاسمة من مراحل تشكل الهوية الوطنية المغربية.

## شخصيات الرواية[13]
الحاج محمد: قدمه السارد بطلا ملحميا معصوما رغم أخطائه الجسيمة.
مسعود: قوي البنية ومفتول العضلات.
خدوج: زوجة الحاج محمد، امرأة محافظة وخاضعة لسلطة زوجها.
عبد الغني: وقور وشهم.
فرنسوا: حركي ويحب الحياة.
عبد الرحمان: بطل الرواية، شخصية ملحمية وثائرة لم تتغير رغم ما عانته من قسوة السجن.
محمود: شغل في الرواية منصب القاضي، شخصية منبوذة تعاونت مع المستعمر ضد المقاومين.
ياسمين: خادمة عانت الويلات وتعرضت للاغتصاب والبيع في سوق النخاسة.
عائشة: جسدت في الرواية نموذج المرأة المحرومة من كل شيء، من التعليم وحق اختيار الزوج.

## تحليل شخصيات الرواية[13]
تنهض رواية *دفنا الماضي* على بنية شخصياتية غنية تعكس تعقيد المجتمع المغربي قبيل الاستقلال، وتُوظف تلك الشخصيات ليس فقط كعناصر فنية داخل البناء السردي، بل أيضًا كرموز دلالية تعكس مواقف الكاتب من الواقع التاريخي والاجتماعي. وتُعد شخصية **عبد الرحمان** المحور المركزي في الرواية، فهو مثقف شاب يحمل الوعي السياسي والاجتماعي، ويمثل الضمير الحي للمجتمع المقاوم. تظهر شخصيته باعتبارها نموذجًا للإنسان المغربي الجديد الذي تمرد على الظلم، وواجه قساوة السجن دون أن يتنازل عن مبادئه.
في المقابل، يمثل **الحاج محمد** الشخصية التقليدية ذات السلطة الأبوية المطلقة، إذ يقدمه الراوي في صورة الأب الصارم، الممسك بمقاليد السلطة داخل الأسرة والمجتمع. ورغم بعض المواقف التي قد تثير التعاطف، فإن تعنته وممارساته التسلطية ترمز إلى سلطة الماضي التي يسعى الجيل الجديد إلى تجاوزها.
أما **ياسمين**، الخادمة التي تعرضت للاغتصاب والبيع في سوق النخاسة، فتجسد الوجه القاسي لانتهاك كرامة المرأة في المجتمع التقليدي، وتعبر عن صوت المسكوت عنه في خطاب اجتماعي أبوي، وهي شخصية تندرج ضمن استراتيجية الكاتب في فضح مظاهر القهر الاجتماعي والجنسي.
وتُجسد شخصية **محمود القاضي** الوجه الآخر للانتهازية السياسية، حيث تخلى عن مبادئه وتعاون مع المستعمر ضد أبناء وطنه، ما جعل منه شخصية منبوذة داخل النسيج الروائي. إنه تمثيل دقيق لخيانة النخبة في لحظة مفصلية من تاريخ المغرب.
تُقابل هذه الشخصيات شخصية مثل **عبد الغني**، الذي يتسم بالوقار والشهامة، ما يجعله نموذجًا للشخصية المتوازنة التي تجمع بين الحكمة والكرامة. أما **عائشة**، فتعكس صورة المرأة المحرومة من حقها في التعليم واختيار الزوج، لتظهر في الرواية كأحد رموز المعاناة النسائية في مجتمع يرفض تحرر المرأة.
بذلك، ترسم الرواية فسيفساء من الشخصيات المتنوعة، التي تعكس أزمات المجتمع المغربي وتعقيدات العلاقة بين الماضي والمستقبل، بين المحافظة والتجديد، في أفق يطمح إلى تأسيس مجتمع تسوده العدالة والمساواة.

## البنية والأسلوب
تتميز رواية *دفنا الماضي* ببنية سردية تقليدية تنطلق من العرض وتتصاعد نحو الذروة ثم تنتهي بالخاتمة، مع الالتزام بالخط الزمني الخطي، مما يعكس تأثر الكاتب بالأنماط السردية الكلاسيكية. ويعتمد السرد على راوٍ عليم يتولى تقديم الشخصيات وتفسير أفعالها ونقل رؤاها، في انسجام مع الوظيفة التوعوية والسياسية التي اختارها عبد الكريم غلاب لروايته. أما من حيث اللغة، فقد جاءت الرواية بلغة عربية فصيحة وواضحة، تمتزج فيها الجملة الأدبية الرصينة بالحوار القريب من لغة الناس، مما يضفي على النص طابعًا واقعيًا وحيوية سردية.
وتستند الرواية كذلك إلى أسلوب تقريري في بعض المواضع، خاصة حين يتعلق الأمر بمواقف سياسية أو رسائل اجتماعية، لكنها لا تخلو من لحظات شاعرية تبرز في الوصف الداخلي للشخصيات أو في تصوير مشاهد الألم والظلم، ما يعكس قدرة الكاتب على المزاوجة بين البُعد الوظيفي الجاد والبُعد الجمالي الفني. كما يوظف الكاتب تقنيات وصفية دقيقة، ويمنح لشخصياته عمقًا نفسيًا، خاصة شخصية عبد الرحمان التي تُعد نواة رمزية للمقاومة والتضحية، مما يرسّخ وظيفة الرواية كمرآة للمجتمع وتاريخ نضاله.

## الزمن والمكان في الرواية
يشكّل كل من الزمن والمكان عنصرين محوريين في رواية *دفنا الماضي*، حيث يستحضر عبد الكريم غلاب سياقًا تاريخيًا محددًا، هو فترة ما قبل الاستقلال المغربي، مسلطًا الضوء على التحولات السياسية والاجتماعية التي عرفها المجتمع آنذاك. يهيمن الزمن الواقعي المتتابع على البناء السردي، إذ تتبع الرواية خطًا زمنيًا خطيًا يمتد من بداية المقاومة الوطنية إلى مشارف استقلال المغرب، ما يمنحها طابعًا توثيقيًا واضحًا. أما المكان، فيتجلى أساسًا في مدينة فاس، التي تتحول في الرواية إلى فضاء رمزي وثقافي يعكس صراع الهويات والتقاليد والتطلعات الوطنية. تظهر المدينة في الرواية منقسمة بين أحياء شعبية تقاوم الاحتلال، وفضاءات مخزنية أو برجوازية تعيش نوعًا من الانفصال عن واقع الكفاح. كما توظف الرواية الأمكنة كسياقات نفسية وثقافية لشخصياتها، حيث يعكس الفضاء السجني، مثلًا، محنة البطل عبد الرحمان وصراعه من أجل الكرامة. يسهم تفاعل الزمان والمكان في بناء خطاب روائي يوثق الذاكرة الوطنية، ويمنح القارئ تصورًا ملموسًا للواقع المغربي خلال حقبة حرجة من تاريخه المعاصر.

## الاستقبال النقدي
تُعتبر رواية *دفنّا الماضي* لعبد الكريم غلاب أول رواية مغربية حقيقية مستوفية للشروط الفنية الحديثة، إذ دشّنت وعيًا أدبيًا جديدًا للتعبير عن القضايا الاجتماعية والإنسانية بمهارة سردية عالية. جاءت الرواية كوثيقة تاريخية توثق صراعات المجتمع المغربي في فترة انتقاله من قيود الماضي إلى مواجهة تعقيدات الحاضر وآمال المستقبل. رغم الانتقادات التي واجهتها في مراحل سابقة، والتي ركزت على تقليدية شكلها ومضمونها، واحتوائها على بعض الصور الإثنوغرافية السطحية، إلا أن ذلك لا ينتقص من قيمتها كعمل تأسيسي، كونها تستوفي الشروط الفنية الضرورية لتُعتبر رواية وفق المعايير الأدبية الحديثة. تُعد *دفنّا الماضي*، بحسب وجهة نظر نقدية موضوعية، أول رواية مغربية تُقارن بالرواية الأوروبية الحديثة، حيث استوفت مقاييس الفن الروائي في زمن صدورها، وبرزت كندّ للرواية المشرقية التي كانت مرجعًا لجيل عبد الكريم غلاب والرواد المغاربة. ويُذكر أن غلاب، رغم قلة تجاربه في التجديد والتجريب مقارنةً بنجيب محفوظ، إلا أن مساهماته الروائية والصحافية أثرت بشكل كبير في الأدب المغربي الحديث، وجعلت اسمه من بين الرواد الذين مهدوا الطريق للرواية المغربية للخروج من مراحل المخاض الطويلة التي عاشتها. وقد أشاد عدد من الباحثين بأسلوب عبد الكريم غلاب، الذي جمع بين الحس التوثيقي والتخييل، مما منح الرواية مصداقية سردية وقيمة أدبية مزدوجة.كما نوّه عبد الكبير الخطيبي في كتابه *الكتابة والتجربة* بالدور الذي أدته الرواية في التأسيس لوعي سردي نقدي بالمجتمع المغربي التقليدي، إذ لم تكتف بتوثيق مرحلة الاستعمار، بل فتحت المجال لتفكيك البنيات الذهنية والاجتماعية للمجتمع ما قبل الحداثة. من جهته، رأى الناقد محمد برادة أن الرواية تمثل مشروعًا أدبيًا يزاوج بين الهم السياسي والاجتماعي، وبين الطموح إلى تحديث الأشكال التعبيرية السردية. وقد استمر الاهتمام الأكاديمي بالرواية حتى العقود الأخيرة، إذ تُدرّس في العديد من الجامعات المغربية والعربية ضمن مقررات الأدب الحديث، وتُدرج ضمن الأعمال التي تعكس دينامية الرواية المغاربية، ما بين الواقعية النقدية والتاريخ الأدبي المقاوم. واعتُبرت الرواية صوتًا أدبيًا يعكس الذاكرة الجماعية للمغاربة إزاء الاستعمار، كما توثق لمرحلة الانتقال من مجتمع تقليدي إلى مجتمع يحلم بالتحديث.

## تمثيل الأسود في الرواية
تناولت عدة قراءات نقدية تمثيل الإنسان الأسود في رواية دفنّا الماضي باعتبارها نموذجًا تأسيسيًا في الرواية المغربية الحديثة، وركّزت خصوصًا على كيفية تصوير الشخصيات السوداء في النص. فقد استقرّ في هذا التحليل أن الرواية، رغم ريادتها، أعادت إنتاج تمثيلات ثقافية تقليدية تكرّس دونية الأسود ضمن علاقات السلطة الطبقية والجنسية في مغرب ما قبل الاستقلال. يتمثل ذلك في اختزال هذه الشخصيات غالبًا في أدوار الخدم، العبيد، أو المستغَلين جنسيًا، مثل شخصية "ياسمين" التي استُقدمت لمتعة الحاج التهامي، و"جوهرة" التي اختُطفت من جنوب المغرب لتعيش عبودية صامتة في بيت السادة.
تُظهر القراءة كيف أن هذه الصور تعكس تحالفًا موضوعيًا بين السلطة الاستعمارية والطبقة المخزنية المحافظة في إعادة إنتاج التراتبية العرقية والاجتماعية، وهو ما يحيل إلى أن السرد لم ينجُ من تأثيرات الخطابات الكولونيالية أو المركزية العرقية في تمثيل السود. تُستدعى في هذا السياق مفاهيم النقد ما بعد الكولونيالي، خاصة ما صاغه إدوارد سعيد عن "التمثيل الثقافي"، وغياتري سبيفاك حول "التابع الذي لا يتكلم"، لتفكيك البنيات الأيديولوجية الكامنة خلف هذه الصور.
ورغم ما في الرواية من دعوة إلى العدالة والقطيعة مع الماضي، فإن الشخصيات السوداء فيها ظلت خارج مشروع التحرر، إذ لم تحظَ بأي تطور سردي يجعلها قادرة على الفعل أو الرفض، بل قُدمت في الغالب باعتبارها نقيضًا للحداثة الوطنية. من هنا، فإن هذه الرواية، وإن مثّلت لحظة مفصلية في بناء الرواية المغربية، فإنها كرّست أيضًا، من حيث لا تدري، تهميش فئة مجتمعية كاملة، وحصرت الأسود في رمزية دونية لم تتجاوزها.

## طبعات الرواية
صدرت رواية *دفنا الماضي* لأول مرة سنة 1966 بمدينة بيروت عن المكتب التجاري للطباعة والنشر والتوزيع، وتقع في 408 صفحات. حققت هذه الطبعة انتشارًا واسعًا في الأوساط الأدبية المغربية والعربية، وأسهمت في ترسيخ مكانة الرواية كعمل تأسيسي في تاريخ الرواية المغربية الحديثة. بعد النجاح الكبير للطبعة الأولى، صدرت عدة طبعات لاحقة في المغرب وفي بلدان عربية أخرى، مما سهّل وصول الرواية إلى جمهور أوسع من القراء والباحثين، خاصة في الجامعات ومراكز البحث الثقافي.
كما تمت ترجمة الرواية إلى اللغتين الفرنسية والإنجليزية، ما ساهم في نشر التجربة الروائية المغربية خارج العالم العربي، وأتاح للقراء الأجانب الاطلاع على المعاناة الاجتماعية والسياسية التي عبرت عنها الرواية في سياق المقاومة ضد الاستعمار. تميزت الطبعات الحديثة بإضافة مقدمات نقدية وتحقيقات علمية، تناولت السياق التاريخي والاجتماعي للرواية، وأساليب الكاتب في معالجة المواضيع الحساسة، مما عزز من قيمتها الأكاديمية والأدبية. بهذه الطبعات المتنوعة، استمرت رواية *دفنا الماضي* في إثبات حضورها كمرجع أساسي في الأدب المغربي الحديث، ومصدر مهم لفهم تحولات المجتمع المغربي خلال فترة الاستعمار وما بعدها.

## جوائز الرواية
حصدت رواية *دفنا الماضي* عدة جوائز مهمة، مما أكد مكانتها الأدبية والثقافية في المشهد المغربي والعربي. من أبرز هذه الجوائز كانت جائزة المغرب للكتاب التي نالتها الرواية عام 1967، وذلك تقديرًا لإسهامها الكبير في إثراء الأدب المغربي ونقل تجربة المقاومة الوطنية من خلال العمل الروائي. وقد مثلت هذه الجائزة اعترافًا رسميًا بقيمة الرواية الفنية والموضوعية، كما ساعدت في تعزيز شهرة عبد الكريم غلاب كأحد رواد الرواية المغربية الحديثة.
إضافة إلى ذلك، تلقت الرواية إشادات نقدية واسعة من قبل النقاد العرب، مما جعلها تحظى بمكانة مرموقة في المكتبات والجامعات، وتُدرّس ضمن المناهج الأدبية، الأمر الذي يُعتبر بحد ذاته تكريمًا أكاديميًا ومجتمعيًا. كما أُشير إلى الرواية في عدة مناسبات في المحافل الثقافية العربية كرمز للأدب المقاوم الذي استطاع التعبير عن آلام وهموم الشعوب في ظل الاحتلال.
بفضل هذه الجوائز والتكريمات، تمكنت رواية *دفنا الماضي* من الحفاظ على حضورها المستمر في المشهد الأدبي، وساهمت في تحفيز الأجيال الجديدة من الكتاب على تناول موضوعات التاريخ والهوية بأساليب سردية متميزة تجمع بين الإبداع والالتزام الوطني.

## ترجمات الرواية
حظيت رواية *دفنا الماضي* باهتمام دولي بعد ترجمتها إلى عدة لغات، مما ساهم في انتشارها خارج الأوساط العربية وفتح آفاق جديدة لفهم التجربة المغربية في مواجهة الاستعمار. تُرجمت الرواية إلى الفرنسية في السبعينيات، حيث لاقت ترحيبًا من النقاد والقراء في فرنسا وأوروبا، وأُعتبرت إحدى الأعمال الأدبية المهمة التي تكشف جوانب من تاريخ المغرب السياسي والاجتماعي. كما تُرجمت إلى الإنجليزية، مما أتاح للرواية الوصول إلى جمهور أوسع في العالم الغربي، خاصة في الأوساط الأكاديمية والمهتمين بالأدب ما بعد الاستعماري.
ساهمت الترجمات في تسليط الضوء على القضايا التي تناولتها الرواية مثل المقاومة، والظلم الاجتماعي، ودور المرأة في المجتمع المغربي، كما ساعدت في تعزيز الحوار الثقافي بين المغرب والعالم من خلال الأدب. وفي طبعات الترجمة، غالبًا ما أُرفقت الرواية بمقدمات وملاحظات نقدية تساعد القارئ غير العربي على فهم السياق التاريخي والثقافي، ما عزز من قيمتها كمرجع أدبي وثقافي عالمي. بذلك، كانت ترجمات *دفنا الماضي* جسرًا ثقافيًا مهمًا نقل من خلاله صوت الرواية المغربية إلى العالمية، مؤكدة على حضور الأدب المغربي ضمن الأدب العالمي المناقش لقضايا الاستعمار والتحرر.

## اقتباسات
عرفت رواية *دفنّا الماضي* لعبد الكريم غلاب اقتباسًا إذاعيًا ، حيث أُعدّت في صيغة تمثيلية درامية للإذاعة الوطنية من طرف محمد الكغاط، وأخرجها المخرج الإذاعي علي الوزاني. وقد شكل هذا العمل تجربة رائدة في تحويل الرواية المغربية إلى عمل إذاعي متكامل، ساهم فيه طاقم تمثيلي كبير ضمّ 33 ممثلاً وممثلة من أبرز الأسماء الفنية آنذاك، من بينهم فؤاد بنسليمان، يونس الوليدي، رشيد الناجي، فهد الكغاط، شريفة العلوي المراني، سعيدة العلمي، أمينة الحبابي، محمد الكغاط، حكيمة بناني، ومريم العلمي. وقد أتاح هذا الاقتباس للرواية أن تصل إلى جمهور واسع من المستمعين، وساهم في ترسيخ حضورها داخل الذاكرة الثقافية المغربية، مما يدلّ على قوة موضوعها وبنيتها السردية القابلة للتكييف عبر وسائط فنية متعددة، بما فيها الإذاعة التي لعبت دورًا مهمًّا في نشر الأدب المغربي خلال العقود الأولى من الاستقلال.

## كتب ودراسات ذات صلة
برزت حول رواية دفنّا الماضي لعبد الكريم غلاب عدد من الكتب والدراسات التي تناولت مختلف الجوانب السردية والاجتماعية والثقافية للرواية، مبرزين أهميتها في تاريخ الأدب المغربي الحديث. من بين أبرز هذه المؤلفات:
- رواية دفنّا الماضي ودورها في تحديث الأدب المغربي للدكتور أحمد المنصوري (2005)، حيث يقدم قراءة تحليلية تجمع بين البعد التاريخي والفني للرواية وتأثيرها في السرد المغربي الحديث.[42]
- التمثيلات الثقافية في رواية دفنّا الماضي للدكتورة فاطمة الزهراء الكتاني (2012)، دراسة تركز على البنية الثقافية للرواية وكيفية تناولها لقضايا الهوية والعبودية والعرق، مبيّنة دور الرواية في نقد الصور النمطية.[43]
- الصراع الطبقي في الأدب المغربي: قراءة في دفنّا الماضي لمحمد الوهابي (2018)، الذي يحلل الرواية من منظور الصراعات الطبقية وتأثير الاستعمار على التركيبة الاجتماعية المغربية.[44]
- دور المرأة في رواية دفنّا الماضي لعبد الله الحياني (2016)، دراسة متخصصة في تحليل صور المرأة ودورها في الرواية ضمن سياق المجتمع المغربي التقليدي، مبرزًا الأبعاد النقدية للنص تجاه واقع المرأة.[45]
- الرواية المغربية والذاكرة التاريخية: قراءة في دفنّا الماضي لمحمد الصديقي (2020)، دراسة تبحث في العلاقة بين السرد الروائي والذاكرة الجماعية في المغرب، مع التركيز على الرواية كمكان للذاكرة الوطنية.[46]
- تأثير الرواية المشرقية على تطور الرواية المغربية: حالة دفنّا الماضي لسعاد العمراني (2017)، بحث يقارن بين الرواية المغربية والمشرقية، موضحًا خصوصيات كل منهما في التعبير عن قضايا المجتمع والهوية.[47]